# Кунардо
Кунардо (італ. Cunardo) — муніципалітет в Італії, у регіоні Ломбардія,  провінція Варезе.
Кунардо розташоване на відстані близько 540 км на північний захід від Рима, 65 км на північний захід від Мілана, 14 км на північ від Варезе.
Населення — 2947 осіб (2014).
Щорічний фестиваль відбувається 31 серпня. Покровитель — Sant'Abbondio.

## Демографія
Населення за роками:

Станом на 1 січня 2023 року в муніципалітеті офіційно проживали 243 іноземці з 37 країн, серед них 60 громадян країн Євросоюзу та 6 громадян України.

## Сусідні муніципалітети
- Бедеро-Валькувія
- Кульяте-Фаб'яско
- Феррера-ді-Варезе
- Грантола
- Машаго-Примо
- Вальганна